# Jacques Lecat

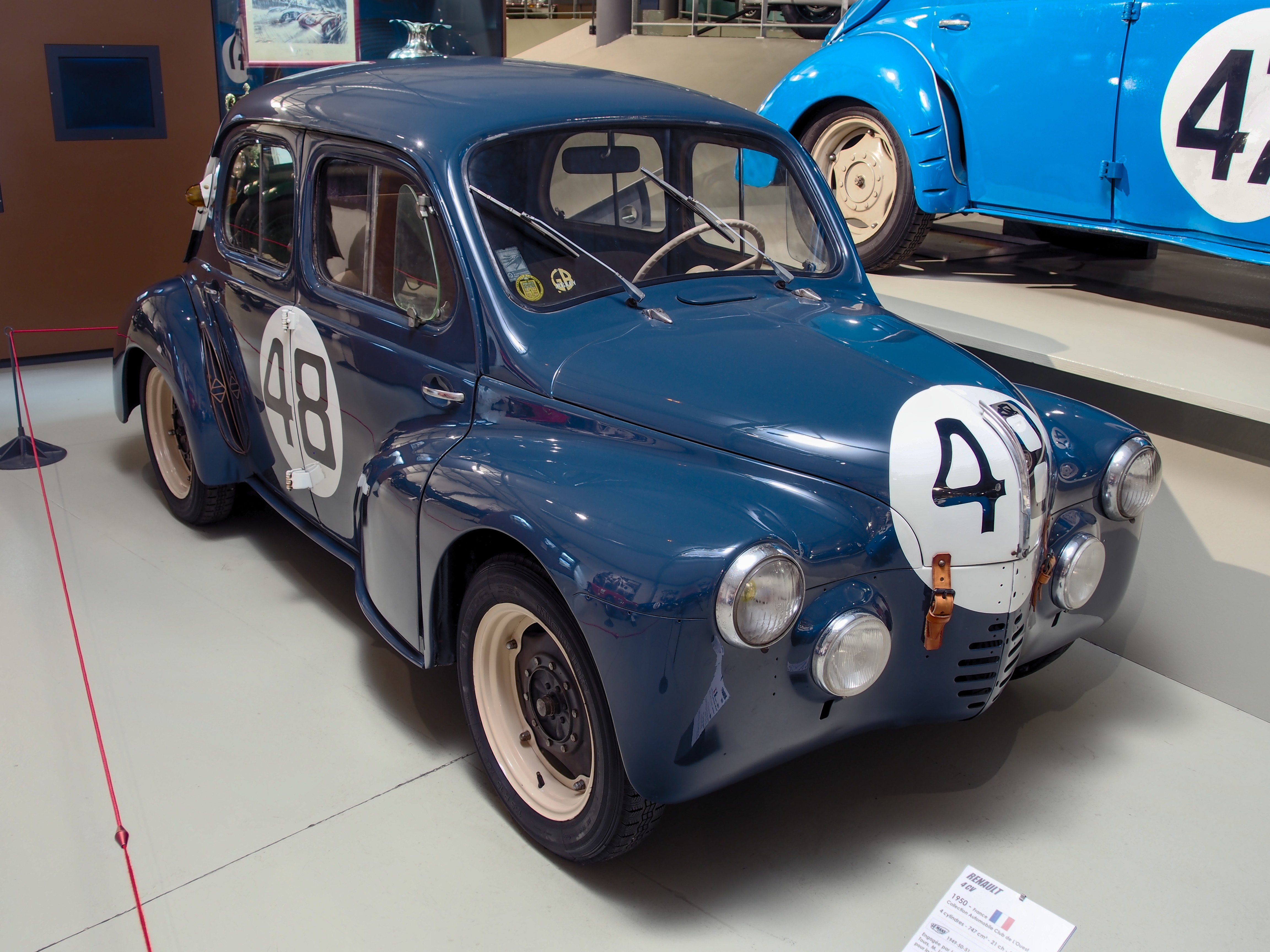
Die Rennversion des Renault 4CV, mit der Jacques Lecat beim 24-Stunden-Rennen von Le Mans 1950 am Start war

Jacques Auguste Marie Joseph Lecat (* 18. August 1910 in Jeumont; † 28. März 1989 in Chambéry) war ein französischer Autorennfahrer.

## Karriere als Rennfahrer
Jacques Lecat war in den 1950er-Jahren Angestellter bei Renault und viermal beim 24-Stunden-Rennen von Le Mans am Start. Bei allen vier Meldungen war die Rennversion des Renault 4CV sein Einsatzfahrzeug. Sein Debüt gab er 1950 als Teamkollege von Louis Pons mit dem 25. Rang im Schlussklassement. In den folgenden drei Jahren war Henri Senfftleben sein Partner. Auf den 26. Endrang 1951 folgten zwei Ausfälle.

## Statistik

### Le-Mans-Ergebnisse
| Jahr | Team          | Fahrzeug    | Teamkollege       | Platzierung | Ausfallgrund |
| ---- | ------------- | ----------- | ----------------- | ----------- | ------------ |
| 1950 | Jacques Lecat | Renault 4CV | Louis Pons        | Rang 25     |              |
| 1951 | Jacques Lecat | Renault 4CV | Henri Senfftleben | Rang 25     |              |
| 1952 | Jacques Lecat | Renault 4CV | Henri Senfftleben | Ausfall     | Motorschaden |
| 1953 | Jacques Lecat | Renault 4CV | Henri Senfftleben | Ausfall     | Motorschaden |

### Einzelergebnisse in der Sportwagen-Weltmeisterschaft
| Saison | Team          | Rennwagen   | 1   | 2   | 3   | 4   | 5   | 6   | 7   |
| ------ | ------------- | ----------- | --- | --- | --- | --- | --- | --- | --- |
| 1953   | Jacques Lecat | Renault 4CV | SEB | MIM | LEM | SPA | NÜR | RTT | CAP |
| 1953   | Jacques Lecat | Renault 4CV | DNF |     |     |     |     |     |     |